# Alfa del Cavallet
Alfa del Cavallet (α Equulei) és una estrella de la constel·lació del Cavallet.